# Geografía de las Islas Salomón

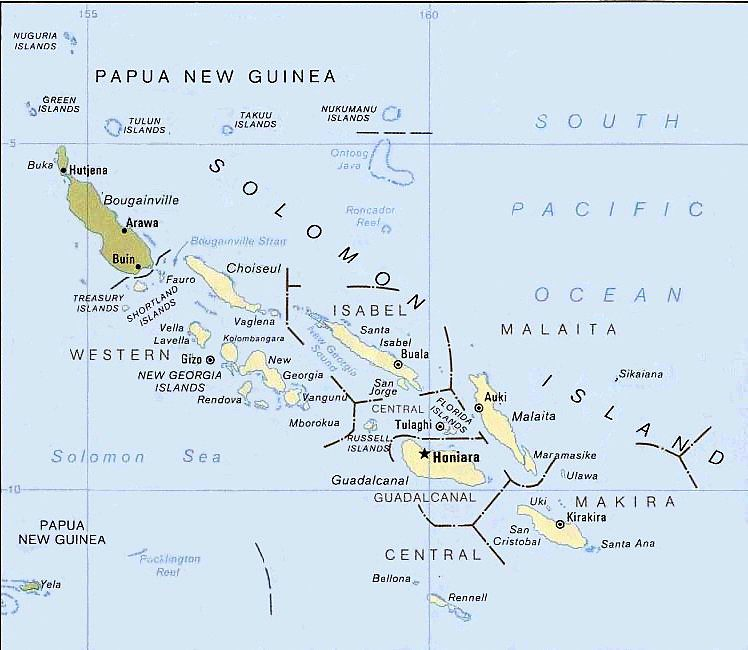
Archipiélago de las islas Salomón

Las Islas Salomón son un archipiélago en el sur del océano Pacífico. Se sitúa al este de Papúa Nueva Guinea. El país está compuesto por numerosas islas: Choiseul, islas Shortland, islas Nueva Georgia, isla de Santa Isabel, islas Florida, Sikaiana, islas Russell, Malaita, isla de Savo, Ulawa, Uki, Guadalcanal, islas Santa Cruz, Santa Ana, Rennell y Bellona y Makira. La Isla Bougainville pertenece geográficamente al archipiélago de las islas Salomón y está situada al norte de éste, pero políticamente forma parte de Papúa Nueva Guinea.
Existen volcanes en distintos grados de actividad en algunas de las islas mayores. Las islas pequeñas son apenas atolones cubiertos de arena y palmeras.
La insularidad es uno de los factores a tener en cuenta para comprender el alto número de endemismos, tanto en la flora como en la fauna locales: Cacatua ducorpsii, Microgoura meeki, etc.
La distancia entre las islas occidentales y las más orientales es de unos 1500 km, especialmente las islas Santa Cruz, al norte de Vanuatu, aisladas a más de 200 km de las otras.

## Geología y volcanes

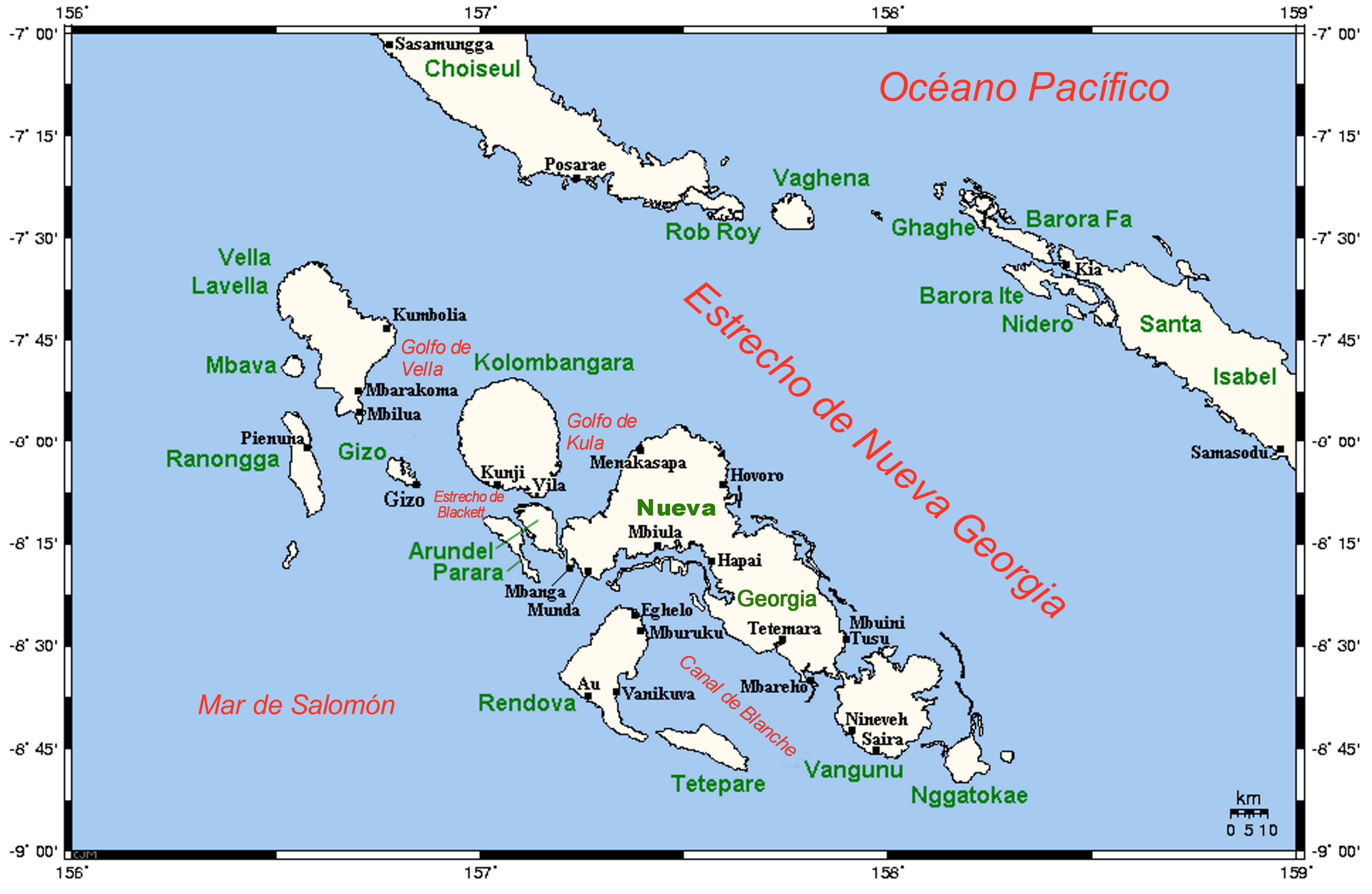
Zona de las islas Salomón donde se concentran los volcanes

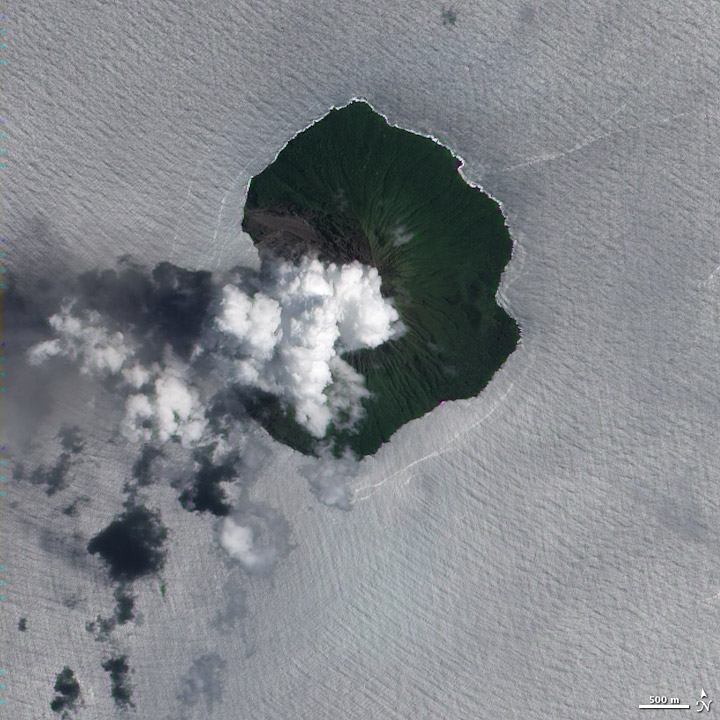
Volcán de Tinakula desprendiendo gases en 2012. Imagen de la NASA

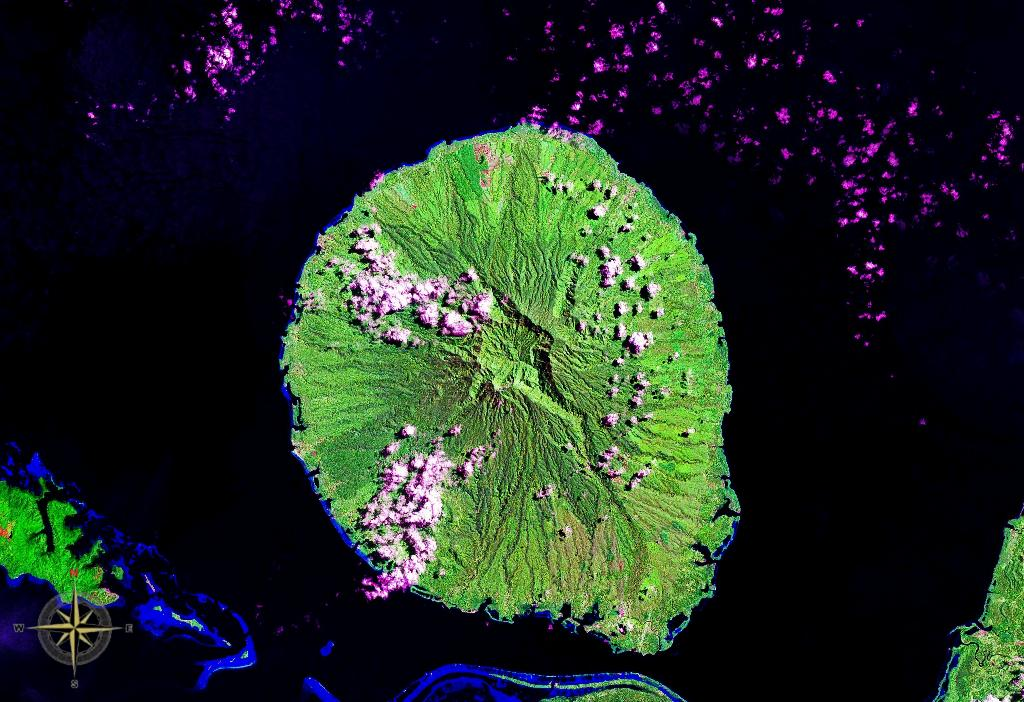
Kolombangara

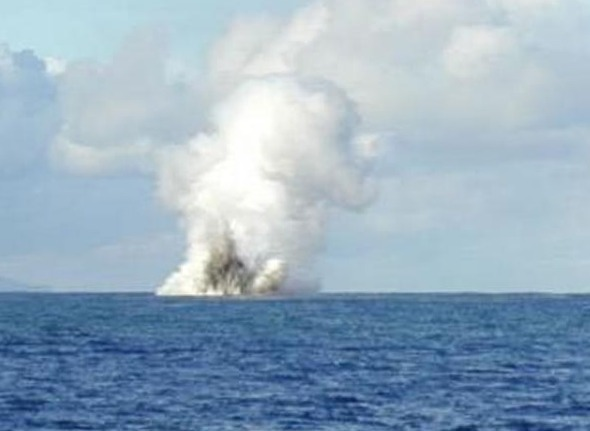
Erupción del volcán submarino Kavachi en 2000

Las islas están formadas predominantemente por colinas boscosas que solo superan en raras ocasiones los mil metros. Las Salomón son el resultado de la subducción de la placa tectónica australiana por debajo de la placa tectónica Pacífica, y las islas son un área tectónica. la superficie de las islas consiste básicamente en roca volcánica, con alguna roca metamórfica, islas de coral (Rennell, Bellona y el atolón Ontong Java) y aluviones recientes del Plioceno en las tierras bajas.
Hay 16 volcanes en las islas Salomón que forman una cadena continua de noroeste a sudeste que continúa en la isla Bougainville, de Papúa Nueva Guinea. La tectónica de la zona es complicada, marcada por la interacción de varias microplacas oceánicas separadas por zonas de subducción y centros de expansión pequeños.

Mapa topográfico de las principales islas del archipiélago.

Hay cuatro volcanes submarinos al oeste: Coleman Seamount; Cook; Kana Keoki, activo, a 26 km al oeste de la isla de Rendova; Kavachi, al sur de la isla de Vangunu, es uno de los más activos del Pacífico, con un segundo cráter a unos 7 km al noroeste. 
Hay un campo volcánico: Gallego, con un grupo de conos erosionados en el extremo noroeste de la isla de Guadalcanal, a 1000 m de altura, en el que destaca el monte Esperance, un pequeño cono de andesita cubierto de bosque. 
Hay nueve estratovolcanes: Kolombangara, isla volcánica en las islas Nueva Georgia, con un cráter de 15 km de diámetro y 1768 m de altitud en el monte Veve; Mbareke; Nggatokae; Nonda, en la isla Vella Lavella, de 760 m, potencialmente activo , con una zona termal en Paraso; Rendova; Savo, en la isla de Savo, 14 km al norte de Guadalcanal, con un cráter pequeño de 1,5 km a 485 m de altura, con una explosión en 1568 y un área hidrotermal en la cima; Simbo, en la isla de Simbo, a 31 km al sudoeste de la isla de Ghizo, con tres conos andesíticos truncados, el monte Patukio uno de ellos, con 335 m, de 2 millones de años de antigüedad, una supuesta erupción entre 1900 y 1929, y la mitad sur de la isla termalmente activa, con terremotos en 2006 y 2007; Tinakula, al noroeste de las islas Santa Cruz, 851 m de altura, forma una pequeña isla de 3,5 km de ancho, está activo y la isla estuvo habitada hasta la erupción de 1971, y Vangunu. Además, hay el volcán de Maetambe, de 960 m, en la isla Choiseul.

## Clima

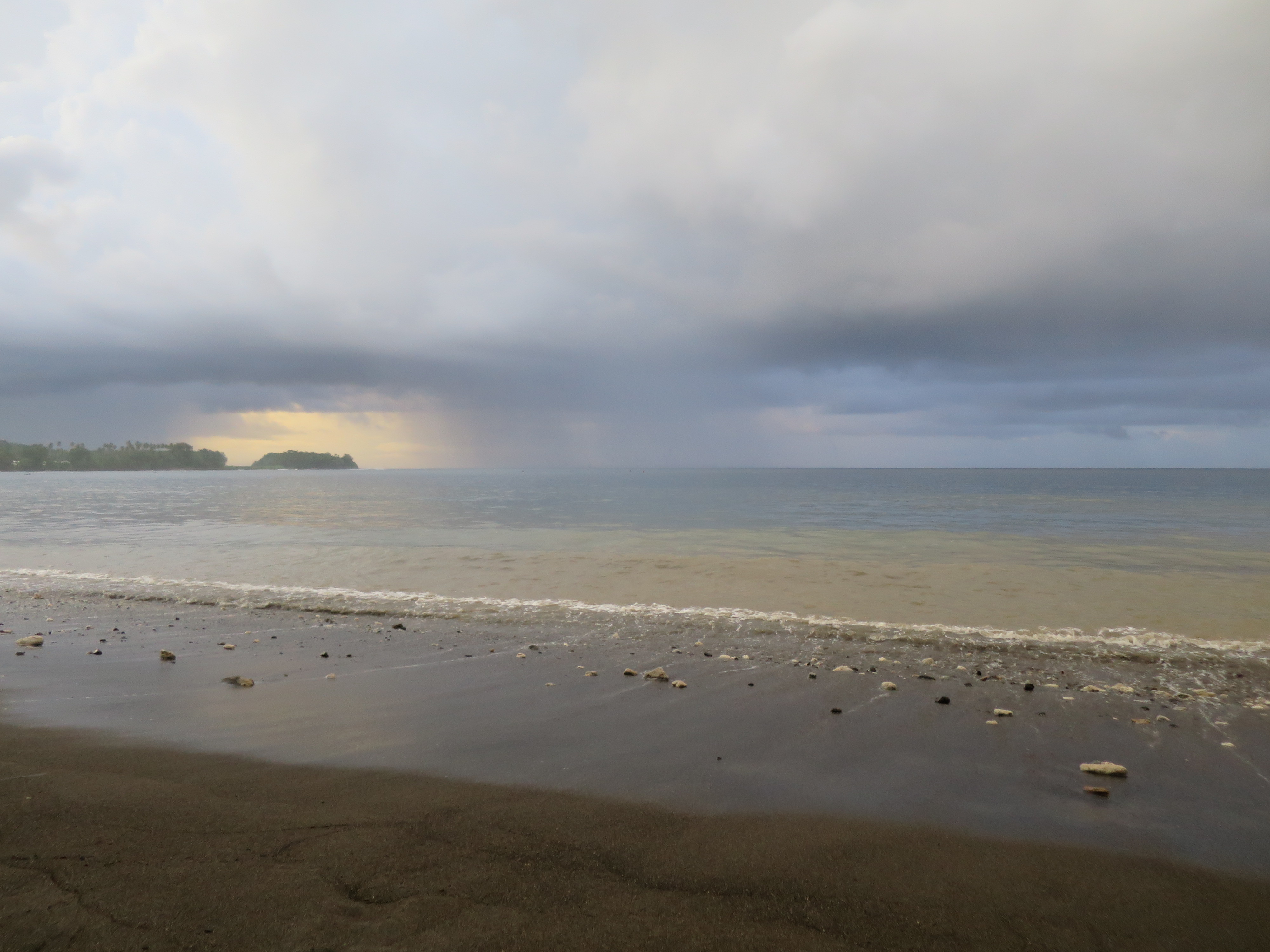
Lluvias en Kirakira, capital de la provincia de Makira-Ulawa.

Las islas Solomon, al sur del ecuador y al este de Papúa Nueva Guinea, tienen un clima ecuatorial, cálido, subártico, húmedo y lluvioso todo el año. Las temperaturas son estables todo el año, con máximas de 30-31.oC de noviembre a abril, con el predominio de los vientos húmedos del noroeste, mientras de mayo a octubre predominan del sudeste, más frescos y secos.
Las lluvias son abundantes , del orden de 3000 a 3500 mm anuales en las islas llanas, la mayoría, distribuidas a lo largo del año, aun cuando hay un pico de enero a marzo y disminuyen de mayo a noviembre, aunque incluso entonces se mantienen en 200-250 mm mensuales. Las islas montañosas, como Guadalcanal, forman una barrera, por ejemplo, en el volcán Popomanaseu, de 2335 m, que protege la vertiente septentrional de los vientos del sudeste durante la estación más seca, con menos de 150 mm de mayo a octubre, con precipitaciones anuales de 2200 mm anuales y un máximo en marzo. Otra isla montañosa, Kolombangara, con el monte Veve, de 1768 m, también aprecia diferencias entre la cara norte, más pastoreada, y la meridional, más dada a la nubosidad.
En Honiara, la capital, al norte de la isla de Guadalcanal, protegida por el volcán Popomanaseu, caen unos 2225 mm anuales, con máximos de 200 a 300 mm entre diciembre y abril, y mínimos de 100 a 150 mm de junio a octubre. Las temperaturas oscilan entre los 21 y 30.oC en los meses más secos, y 23 y 30.oC en los meses más húmedos.
Las islas se encuentran donde se forman los ciclones tropicales en el Pacífico sur. Las zonas menos afectadas son las noroccidentales, Choiseul, provincia Occidental e Isabel), y las más afectadas, las del sudeste (Makira, Ulawa, Rennell, Bellona y Temotu).

## Flora y fauna de las islas Salomón

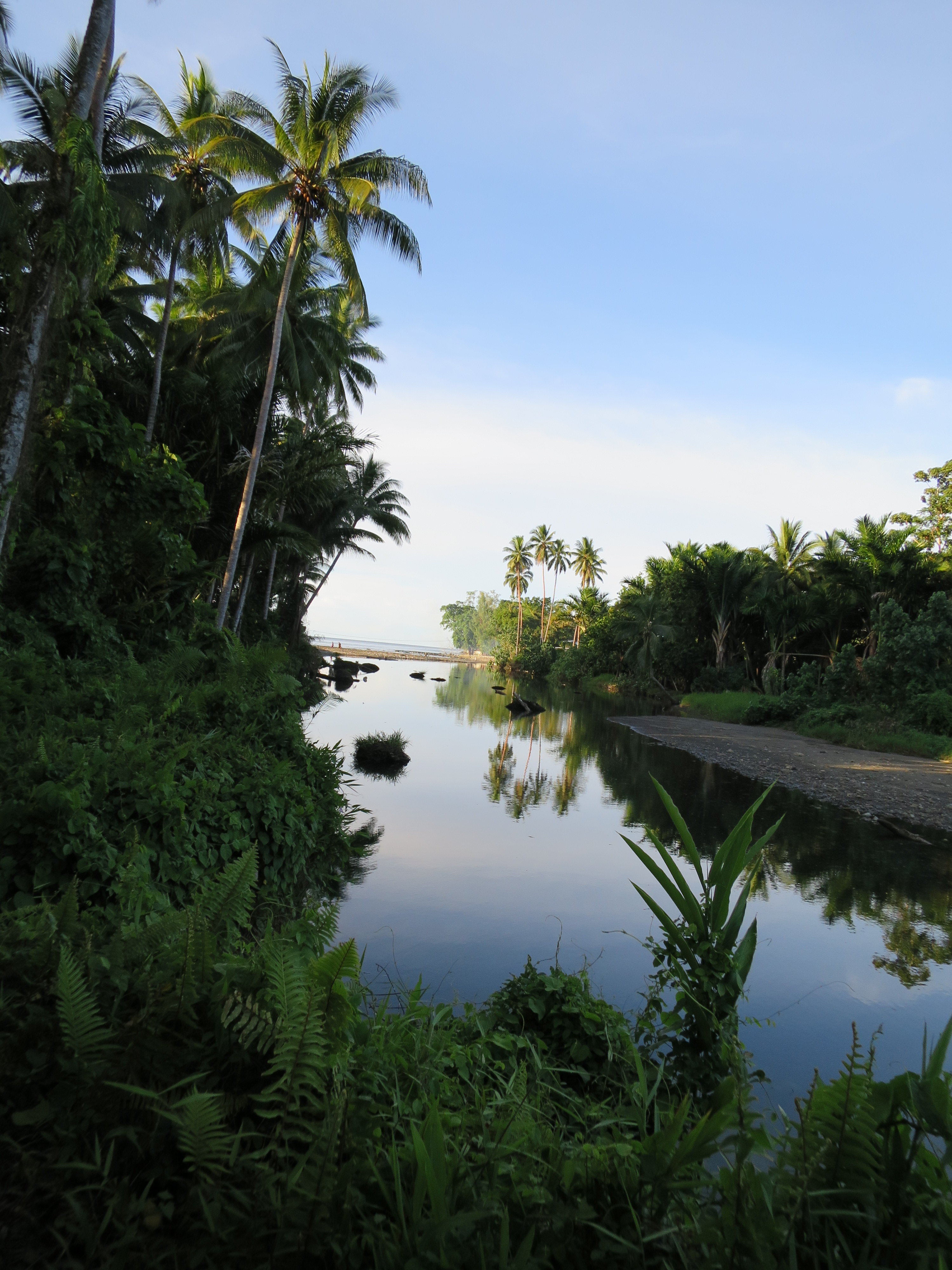
Río Kirakira en la isla de Makira.

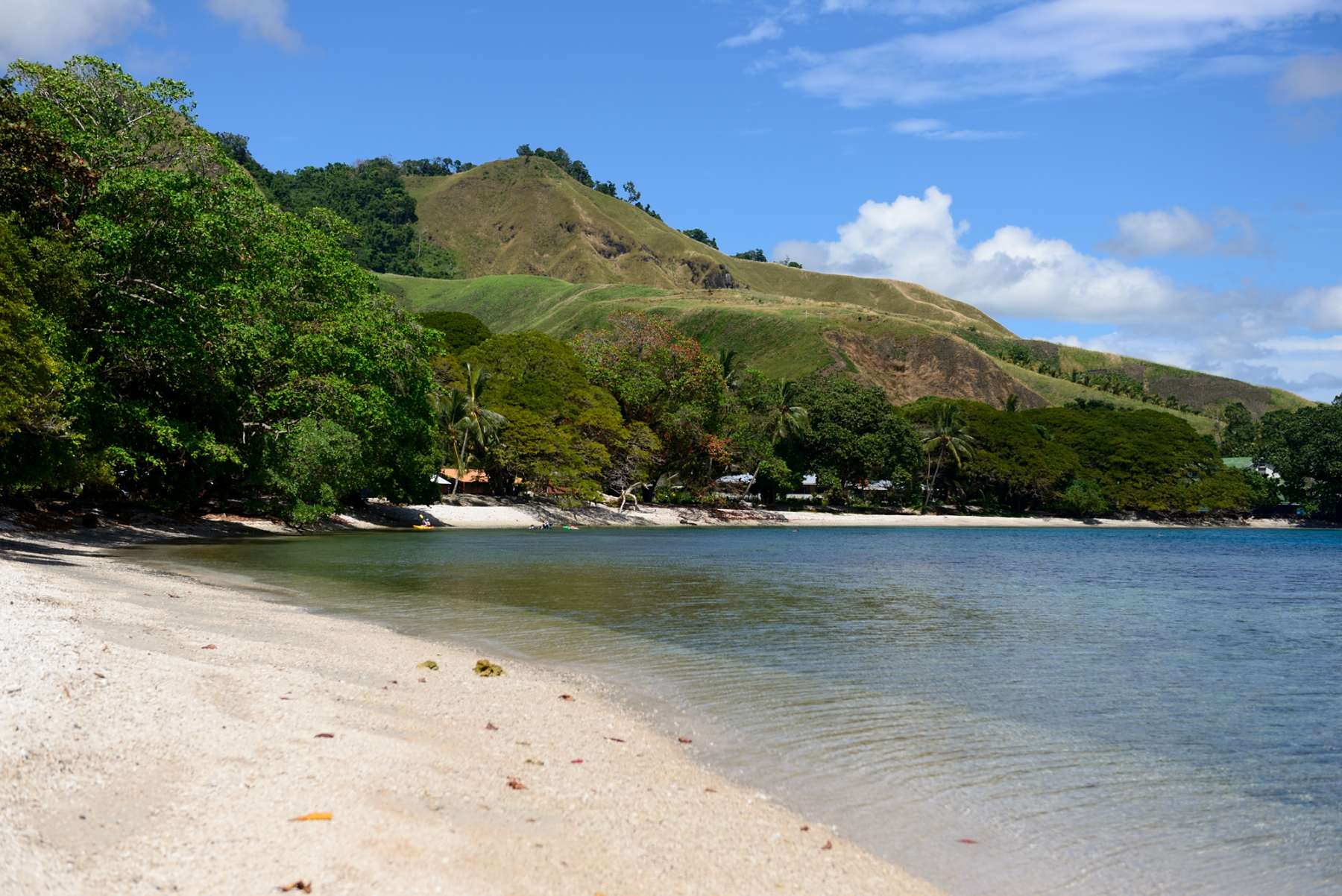
Playa de Visale, localidad al oeste de Honiara

La vegetación natural de las islas consiste en bosque tropical, tanto en tierras bajas como montañosas, dentro del ámbito de la pluvisilva. En las costas hay manglares, bosques pantanosos de agua dulce y selva. En las vertientes norte de Guadalcanal se encuentran bosque seco estacional y prados.
El bosque tropical que cubre la mayor parte de las islas forma parte de la ecorregión terrestre bosque lluvioso de las islas Salomón, que incluye las islas de Bougainville y Buka, que pertenecen a Papúa Nueva Guinea. Solo se excluyen las islas más orientales, las islas Santa Cruz, que pertenecen al bosque lluvioso de Vanuatu, junto con el archipiélago vecino de Vanuatu.
La vegetación costera está dominada por una mezcla de los géneros Spinifex-Canavalia con Ipomoea, Spinifex, Canavalia, Thuarea, Cyperus, Scaevola, Hibiscus, Pandanus, Tournefortia, Cerbera, Calophyllum, Barringtonia, Terminalia y Casuarina. Hay dos tipos de manglares, un bosque bajo de Rhizophora apiculata y uno alto de Rhizophora y Bruguiera. El bosque tropical interior de tierras bajas está formado por doce especies dominantes: Calophylum kajewskii, C. vitiense, Dillenia salomonensis, Elaeocarpus sphaericus, Endospermum medullosum, Parinari salomonensis, Maranthes corymbosa, Pometia pinnata, Gmelina mollucana, Schizomeria serrata, Terminalia calamansanai y Campnosperma brevipetiolata.
El bosque caduco consiste en una pradera de Themeda australis y un canope formado por Pometia pinnata, Vitex cofassus y Kleinhovia hospita. En la zona costera hay manchas de Pandanus.
El bosque montano carece de las habituales Fagaceas y es más bajo, unos 15 m en las montañas y unos 25 m en el llano, con Syzygium, Metrosideros, Ardisia, Psychotria, Schefflera, Ficus, Rhododendron, Dacrydium y Podocarpus pilgeri.
En cuanto a la fauna, hay unas 47 especies de mamíferos, de las que 26 son endémicas o casi endémicas, incluyendo 9 roedores, 15 tipos de murciélagos pteropódidos, 1 murciélago de herradura y 1 molósido. Tres de los murciélagos están en peligro: Pteralopex ancep, Pteralopex atrata y Pteralopex pulchra, y tres de los roedores: Melomys spechti, Solomys ponceleti y Uromys imperator.
Hay 199 especies de aves en las islas. Las islas separadas de Rennell y Belladona albergan 12 especies endémicas. En el resto, hay 90 especies endémicas o casi endémicas. Tres están en peligro crítico: Gallinula silvestris, Columba pallidiceps y Gallicolumba salamonis, y otras cuatro en peligro: Accipiter imitator, Nesoclopeus woodfordi, Ducula rubricera y Aplonis brunneicapilla.

## Áreas protegidas de las islas Salomón

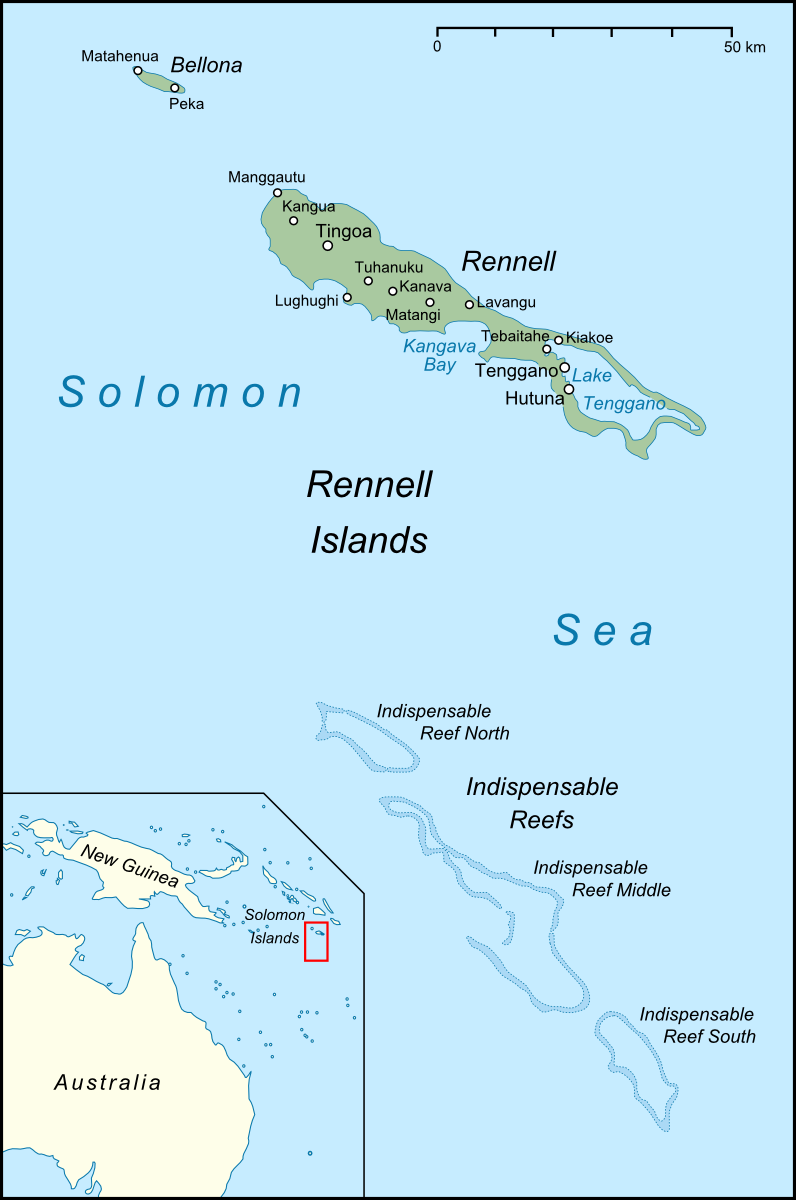
Isla de Rennel, cuyo tercio meridional es patrimonio de la humanidad, con el lago de atolón más grande del mundo.

Según la IUCN, en las islas Salomón hay 45 áreas nacionales protegidas, de las cuales, 530 km² son áreas terrestres protegidas, el 1,82 % de la superficie (29.192 km²), y 1879 km² son áreas marinas, el 0,12 % de la superficie marina que pertenece al país (1.609.757 km²). 1 es un parque nacional, 19 son áreas marinas protegidas, 1 es una reserva, 1 es un área de conservación, 2 son áreas de conservación comunitarias, 3 son áreas marinas gestionadas, 2 son áreas de conservación marinas, 1 es un bosque controlado y 1 es una zona sin denominación. Por último, 1 es patrimonio de la humanidad.

#### Parque nacional
- Parque nacional Queen Elizabeth (islas Salomón), 10,9 km².Se establece en 1953 con una extensión siete veces mayor con motivo de la coronación de la reina Isabel de Inglaterra, al sudeste de Honiara, en el centro norte de la isla de Guadalcanal, y para proteger a la fauna. Tras la independencia, se establecen granjeros en el monte Austin y se aclara el bosque, hasta que en 1973 se adopta la extensión actual.[11] Al nordeste se encuentra el propuesto Parque nacional Bloody Ridge.[12]

#### Patrimonio de la humanidad
- Rennell Oriental. El tercio sur de la isla más meridional de las islas Salomón. La isla tiene 86 km de longitud por 15 km de anchura y es el atolón más grande del mundo, con 875 km². La zona patrimonio abarca 370 km², incluyendo el área marina que se extiende 3 millas náuticas en el mar. La característica principal de la isla es el lago Tegano, en el atolón, el mayor del Pacífico insular, con 155 km², salobre y con numerosas y escarpadas islas calizas y especies endémicas. Rennell está cubierta en su mayor parte de selva densa, con una copa de los árboles de unos 20 m de altura. Debido al efecto de los frecuentes ciclones, el lugar resulta ser un laboratorio científico excepcional.[13]